# Опіумна війна (фільм)
«Опіумна війна» (перс. جنگ تریاک) — афганська чорна комедія 2008 року, знята лауреатом «Золотого глобуса» Сіддіком Бармаком. Фільм був повністю знятий в Афганістані та розповідає про досвід двох американських солдатів (Пітер Буссіан і Джо Суба), які розбивають свій гелікоптер в афганській пустелі та опиняються на милість природних стихій і еклектичної сім'ї афганських опіумних фермерів.
Щоб створити реалістичну обстановку поля опійного маку, Бармаку довелося отримати дозвіл від афганського уряду на посадку культури, оскільки вирощування опійного маку в Афганістані оголошено незаконним у 2002 році. Перед початком знімань режисери зіткнулися з кількома проблемами, пов'язаними з маковим полем. Зокрема, афганські команди з викорінення маку двічі намагалися знищити знімальний майданчик, а відсутність дощів змусила Бармака пробурити свердловину для зрошення, а також привезти цистерни з водою за 30 км.
Фільм був офіційним поданням Афганістану на здобуття премії «Оскар» у 2009 році. «Опіумну війну» показали на кількох міжнародних кінофестивалях, зокрема на Римському кінофестивалі 2008 року, де вона здобула Золотого Марка Ауреліо за найкращий фільм.